# Lutka
Lutka (ukr. Лютка) – wieś na Ukrainie, w obwodzie wołyńskim, w rejonie kowelskim. Liczy 227 mieszkańców.
Znajduje tu się przystanek kolejowy Lutka, położony na linii Kowel – Brześć.
Do 2020 w rejonie starowyżewskim.